# Hans Heisel
Hans Heisel, nom de résistant Albert Roche (né le 6 mars 1922 à Leverkusen, mort le 12 juillet 2012 à Francfort-sur-le-Main), est un résistant allemand au nazisme actif au sein de la Résistance intérieure française.

## Biographie
Il fait un apprentissage en tant qu'assistant de laboratoire. En 1940, il intègre la Kriegsmarine et devient télégraphiste de l'amirauté à Paris. En 1941, en voyant les actions du Reich et en sympathisant avec la population dans la capitale, il entre en contact avec la Résistance et le Travail allemand. En 1942, il organise la formation d'un groupe de résistance antifasciste dans la Wehrmacht, entre autres avec Kurt Hälker, et s'inscrit au KPD à Paris. Heisel, membre du CALPO, le 27 septembre 1943, lors d'un de ses rendez vous au bois de Boulogne avec son contact féminin, prendra le risque de se défaire de son pistolet de service, par lequel Julius Ritter, sur ordre de Missak Manouchian, sera tué le lendemain. À l’automne 1943, il participe à la fondation du Comité Allemagne libre pour l’Ouest et en devient le vice-président.
Dans la perspective du soulèvement populaire à Paris en août 1944, lui et d'autres combattants de son groupe de résistance quittent la Wehrmacht et rejoignent la partie militaire de la Résistance ; Heisel prend le nom de combat d'Albert Roche. Il fait partie des insurgés qui défendent la construction du comité central du Parti communiste français contre les attaques des troupes allemandes. Entre septembre 1944 et janvier 1945, il est le premier commissaire de la CALPO dans l'armée française sur les fronts de Lorraine et d'Alsace et de février à mai 1945, il est commissaire du front lors de la poche de Royan et de la pointe de Grave.
En juillet 1945, il retourne en Allemagne. Il est ouvrier et rejoint le KPD. En 1947, il devient président du groupe de travail du KPD pour Bayer et plus tard membre de l'exécutif du parti du KPD puis du DKP. En 1959, Hans Heisel est condamné à 15 mois d'emprisonnement pour avoir continué les activités du KPD après son interdiction. Aux élections régionales de 1983 en Hesse, il se présente pour le DKP dans la circonscription Main-Taunus II, où il obtient 0,1% des voix exprimés.
Hans Heisel s'installe à Francfort-sur-le-Main et est toujours actif dans le DRAFD, l'Association des Allemands dans la Résistance, dans les forces armées de la coalition anti-hitlérienne et du Mouvement pour l'Allemagne libre. Il fut le dernier Allemand de la Résistance vivant.